# Большебадраково
Большебадраково (баш. Оло Баҙраҡ) — деревня в Бураевском районе Башкортостана, центр Бадраковского сельсовета.

## История
Село было основано как Бадраково башкирами Эске-Еланской волости Осинской дороги на собственных вотчинных землях, по припуску здесь поселились ясачные татары, известна с 1748.
В «Списке населенных мест по сведениям 1870 года», изданном в 1877 году, населённый пункт упомянут как деревня Больше-Бадракова 5-го стана Бирского уезда Уфимской губернии. Располагалась при речке Сибиргане, по левую сторону просёлочной дороги из Бирска в Осу, в 45 верстах от уездного города Бирска и в 57 верстах от становой квартиры в деревне Суслова. В деревне, в 120 дворах жили 447 человек (215 мужчин и 232 женщины, тептяри, башкиры), были мечеть, 3 водяные мельницы. Жители занимались земледелием, скотоводством, пчеловодством.

## Население
| 2002 | 2009 | 2010 |
| ---- | ---- | ---- |
| 446  | ↗456 | ↘430 |

Согласно переписи 2002 года, преобладающая национальность — башкиры (90 %).

## Географическое положение
Расстояние до:
- районного центра (Бураево): 21 км,
- ближайшей ж/д станции (Янаул): 89 км.

## Религия
В селе есть мечеть.

## Известные уроженцы
- Гилязетдинов, Тазетдин Багаутдинович (1924—2012) — Герой Советского Союза.
- Мухаметзянов, Фаик Тимерзянович (1921—2009) — писатель, заслуженный работник культуры Республики Башкортостан, участник Великой Отечественной войны.
- Хабибдиярова, Нафиса Мавлавиевна (1956—2016) — поэтесса, член Союза писателей Башкортостана.